# College Coach
Pour plus de détails, voir Fiche technique et Distribution.
College Coach est un film américain réalisé par William A. Wellman, sorti en 1933.

## Synopsis
L'université de Calvert a décidé d'améliorer son équipe de football, dans l'intention d'attirer plus de donateurs. Malgré l'opposition du directeur Phillip Sargeant, le conseil de l'université engage l'entraîneur Gore, dont les équipes ne perdent jamais mais dont les méthodes sont un peu louches. Gore fait venir trois nouveaux athlètes, Weaver, Matthews et Petrowsky, en leur offrant de l'argent et en les inscrivant à des cours faciles avec une garantie de succès à l'examen. Phil Sargeant, le fils du directeur, forme avec ces trois-là les "Quatre As". C'est un très bon joueur, mais c'est aussi un étudiant intéressé par la chimie. Pendant que Gore entraîne son équipe et répond aux journalistes, sa femme Claire se sent seule. Buck Weaver flirte avec elle, mais sans succès. Lorsque Phil ne réussit pas son examen de chimie mais est quand même reçu, il est furieux contre ce procédé malhonnête, il se querelle avec Gore et quitte l'équipe. Finalement Claire, qui croit que son mari voit d'autres femmes, accepte de dîner avec Buck. Gore les aperçoit par hasard au restaurant, en représailles il vire Buck de l'équipe et met sa femme dehors. L'équipe commence à perdre ses matches et le département chimie commence à manquer de fonds. Lors du dernier grand match, que Calvert doit absolument gagner, l'équipe est en retard de vingt points. Claire pousse Buck à jouer et Phil rejoint aussi l'équipe pour sauver son laboratoire de chimie. Les "Quatre As" sont de nouveau réunis et Calvert gagne lors du dernier quart-temps. Claire et Gore se réconcilient lorsque ce dernier promet de quitter le sport et de mieux s'occuper de Claire, mais quand une autre université lui fait une offre généreuse, c'est elle qui accepte la proposition pour lui. 

## Fiche technique
- Titre original : College Coach
- Titre anglais : Football Coach
- Réalisation : William A. Wellman
- Scénario : Niven Busch, Manuel Seff
- Direction artistique : Jack Okey
- Costumes : Orry-Kelly
- Photographie : Arthur L. Todd
- Montage : Thomas Pratt
- Musique : Bernhard Kaun
- Société de production : Warner Bros.
- Société de distribution : Warner Bros.
- Pays d'origine :  États-Unis
- Langue originale : anglais
- Format : noir et blanc — 35 mm — 1,37:1 — son Mono
- Genre : Comédie dramatique
- Durée : 76 minutes
- Date de sortie :
  - États-Unis : 4 novembre 1933

## Distribution
- Dick Powell : Phil Sargeant
- Ann Dvorak : Claire Gore
- Pat O'Brien : l'entraîneur Gore
- Arthur Byron : Phillip Sargeant
- Lyle Talbot : "Buck" Herbert P. Weaver
- Hugh Herbert : Barnett
- Arthur Hohl : Seymour Young
- Charles C. Wilson : Hauser
- Guinn Williams : Matthews
- Nat Pendleton : Petrowsky
- John Wayne : un étudiant
- Ward Bond : l'adjoint de l'entraîneur
- Edwin Stanley : le régent
- John Wayne : l'étudiant saluant Phil

## Chansons du film
- "Lonely Lane" : paroles et musique de Sammy Fain et Irving Kahal, interprétée par Dick Powell
- "Men of Calvert" : paroles et musique de Sammy Fain et Irving Kahal, interprétée par les étudiants lors des matches
- "Just One More Chance" : paroles et musique de Sam Coslow et Arthur Johnston, interprétée par Harry Seymour
- "Meet Me in the Gloaming" : paroles et musique d'Arthur Freed, Al Hoffman et Al Goodhart
- "What Will I Do Without You?" : paroles et musique de Johnny Mercer et Hilda Gottlieb

## Accueil
Le film a reçu la note de 3/5 sur AllMovie.